# Patriarchaat West-Indië

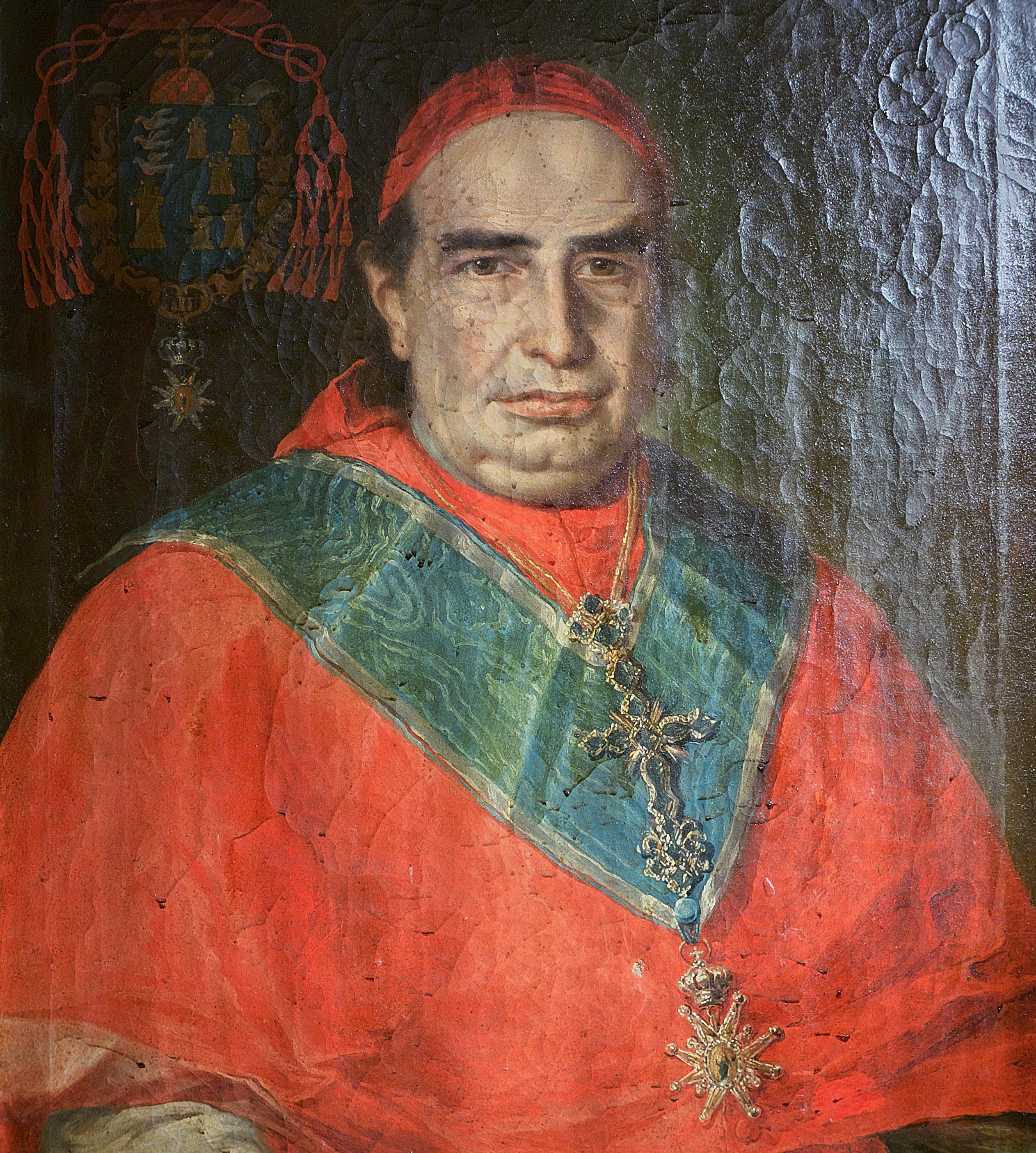
Kardinaal Francisco Javier Delgado Venegas, aartsbisschop van Sevilla, Groot-kapelaan van de Spaanse troepen en patriarch van West-Indië (18e eeuw)

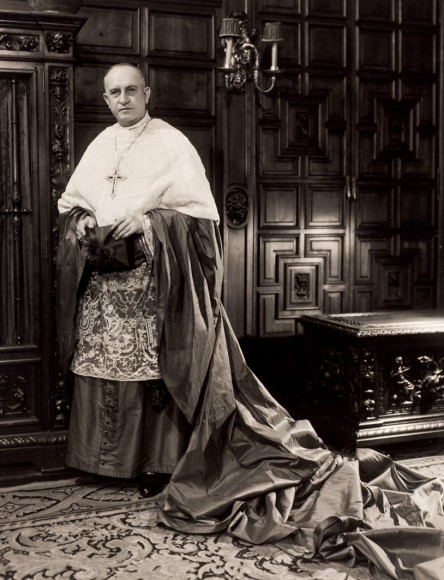
Leopoldo Eljo y Garay, laatste patriarch van West-Indië (20e eeuw)

Het patriarchaat West-Indië is een titulair patriarchaat voor Spaanse aartsbisschoppen, verleend door de Roomse kerk sinds 1524.

## Historiek
In 1524 verleende paus Clemens VII voor de eerste maal de eretitel van patriarch van West-Indië, op vraag van keizer Karel V, koning van Spanje. Een eerdere poging van Karels vader, Ferdinand II van Aragon, om in West-Indië een echt patriarchaat op te richten inclusief financiële en kerkelijke autoriteit, was in slechte aarde gevallen in Rome. In 1524 werd het dus een patriarchaat in titel, zonder gezag in Spaans West-Indië. Het territorium besloeg alle West-Indische eilanden in de Caraïben, in praktijk waren het deze die in handen waren van Spanje.
De paus schonk de titel meestal aan de aartsbisschop van Toledo, primaat van Spanje (tot 1963), doch andere Spaanse aartsbisschoppen hebben deze ook gedragen. 
De titel was sinds 1762 verbonden met het militair bisdom van Spanje, en dit tot 1933. Een voorbeeld is kardinaal-aartsbisschop Francisco Javier Delgado Venegas in de 18e eeuw.
De laatste patriarch van West-Indië was Leopoldo Eljo y Garay. Hij stierf in 1963 en de paus heeft deze titel sindsdan niet meer verleend.
Jeruzalem · Lissabon · Venetië

Titulair patriarchaat: Oost-Indië · West-Indië

Voormalig patriarchaat: Latijns patriarchaat van Alexandrië · Latijns patriarchaat van Antiochië · Aquileja · Latijns patriarchaat van Constantinopel · Grado · Patriarchaat van het Westen